# Despacho de Guerra de España
El Despacho de Guerra fue una de las cinco Secretarías del Despacho que se crearon en España en 1714. Ésta se encargó de los asuntos militares de tierra. En 1717 se unió con el de Marina para separarse de nuevo en 1734. Con algunas adiciones se mantendría para convertirse en el ministerio de Guerra con el Real Decreto de 20 de septiembre de 1851.
A su vez, procedía de la primera secretaría dedicada a cuestiones de guerra y hacienda que se desglosó en 1705 del despacho universal de las Instituciones españolas del Antiguo Régimen.